# J. A. Preston
James Allen Preston Sr. (Washington, 13 novembre 1932) è un attore statunitense.
Il suo ruolo più noto è quello di Ozzie Cleveland nella serie televisiva Hill Street giorno e notte.

## Carriera
Oltre al suo ruolo in Hill Street giorno e notte, Preston è anche noto per aver interpretato Leo Daltry in Dallas, Richard Matthews in Santa Barbara, e per ruoli in Codice d'onore e in A-Team.

## Vita privata
Preston è stato sposato con Merilyn Alsop dal 1957 fino al divorzio nel 1972. Insieme hanno avuto tre figli: Scott, Dominique e James Preston.

## Filmografia parziale

### Cinema
- Freeman - L'agente di Harlem (The Spook Who Sat by the Door) (1973)
- Panico nello stadio (Two-Minute Warning) (1976)
- Brivido caldo (Body Heat) (1981)
- Il mio nome è Remo Williams (Remo Williams: The Adventure Begins) (1985)
- Apache - Pioggia di fuoco (Fire Birds) (1990)
- Rischio totale (Nerrow Margin) (1990)
- Finché dura siamo a galla (Captain Ron) (1992)
- Codice d'onore (A Few Good Men) (1992)
- Air Force One, regia di Wolfgang Petersen (1997)

### Televisione
•La casa della prateria (Una seconda possibilità) st.8 ep.16
- Il mio amico Arnold (Diff'rent Strokes) – serie TV (1978)
- Radici - Le nuove generazioni (Roots: The Next Generations) – serie TV (1979)
- Storie incredibili (Amazing Stories) – serie TV, episodio 2x10 (1986)
- A-Team (The A-Team) – serie TV, un episodio (1986)

### Teatro
- Henry IV, Part 1 – Delacorte Theater (1968)
- Henry IV, Part 2 – Delacorte Theater (1968)
- Freeman – American Place Theatre (1973)

## Doppiatori italiani
Nelle versioni in italiano delle opere in cui ha recitato, J. A. Preston è stato doppiato da:
- Angelo Nicotra in Rischio totale, Contact
- Diego Reggente in La casa nella prateria
- Glauco Onorato in La famiglia Bradford
- Massimo Foschi ne Il mio nome è Remo Williams
- Elio Zamuto in Apache - Pioggia di fuoco
- Paolo Buglioni in Fin che dura siamo a galla
- Sandro Sardone in Codice d'onore
- Alessandro Rossi in Air Force One
- Roberto Draghetti in Rischio totale (ridoppiaggio)